# Carrere Group D.A.
Pour les articles homonymes, voir Carrère.
 (septembre 2023).
La mise en forme du texte ne suit pas les recommandations de Wikipédia : il faut le « wikifier ».
Les points d'amélioration suivants sont les cas les plus fréquents. Le détail des points à revoir est peut-être précisé sur la page de discussion.
- Les titres sont pré-formatés par le logiciel. Ils ne sont ni en capitales, ni en gras.
- Le texte ne doit pas être écrit en capitales (les noms de famille non plus), ni en gras, ni en italique, ni en « petit »…
- Le gras n'est utilisé que pour surligner le titre de l'article dans l'introduction, une seule fois.
- L'italique est rarement utilisé : mots en langue étrangère, titres d'œuvres, noms de bateaux, etc.
- Les citations ne sont pas en italique mais en corps de texte normal. Elles sont entourées par des guillemets français : « et ».
- Les listes à puces sont à éviter, des paragraphes rédigés étant largement préférés. Les tableaux sont à réserver à la présentation de données structurées (résultats, etc.).
- Les appels de note de bas de page (petits chiffres en exposant, introduits par l'outil «  Source ») sont à placer entre la fin de phrase et le point final[comme ça].
- Les liens internes (vers d'autres articles de Wikipédia) sont à choisir avec parcimonie. Créez des liens vers des articles approfondissant le sujet. Les termes génériques sans rapport avec le sujet sont à éviter, ainsi que les répétitions de liens vers un même terme.
- Les liens externes sont à placer uniquement dans une section « Liens externes », à la fin de l'article. Ces liens sont à choisir avec parcimonie suivant les règles définies. Si un lien sert de source à l'article, son insertion dans le texte est à faire par les notes de bas de page.
- La présentation des références doit suivre les conventions bibliographiques. Il est recommandé d'utiliser les modèles {{Ouvrage}}, {{Chapitre}}, {{Article}}, {{Lien web}} et/ou {{Bibliographie}}. Le mode d'édition visuel peut mettre en forme automatiquement les références.
- Insérer une infobox (cadre d'informations à droite) n'est pas obligatoire pour parachever la mise en page.

Pour une aide détaillée, merci de consulter Aide:Wikification.
Si vous pensez que ces points ont été résolus, vous pouvez retirer ce bandeau et améliorer la mise en forme d'un autre article.
Carrere Group D.A. est une société française spécialisée dans la distribution de contenus audiovisuels, tels que des séries, des longs métrages et des films et séries d’animation.
Carrere Group est spécialisé dans la production et la distribution de programmes télévisés. Le CA par activité se répartit comme suit :
- production audiovisuelle (74,4 %) : téléfilms, fictions et longs métrages, documentaires, magazines culturels et de divertissement, séries et films d'animations. En outre, le groupe développe des activités techniques de postproduction (montage, effets spéciaux, etc.) ;
- distribution audiovisuelle (17 %) ;
- prestations de services marketing (7,6 %) : réalisation de campagnes publicitaires, prestations de relations publiques et de relations presse, organisation d'événements, vente de droits d'exploitation de personnages TV (no 1 français), etc. ;
- chaine de télévision (1 %).

## Historique
Fondé en 1986 par Claude Carrère, Carrere Group, sous le nom de Carrere Télévision, devient dans les années 1990 le leader en France de la production d'émissions de divertissement en prime time, en particulier sur TF1 avec Avis de Recherche, Tous à la Une, Intervilles, Succès Fous, La Une est à Vous, La Roue de la Fortune, etc.
En 1994, Carrere Group se lance dans l'animation et acquiert les droits de Poil de Carotte, le roman de Jules Renard, pour produire avec TF1 et Dupuis une série de 26 épisodes de 26 minutes, distribuée dans le monde entier. Parmi les séries, on peut citer Argaï, Flash Gordon, Les Jules, Les Dieux de l'Olympe et Princesse Shéhérazade. Le groupe produit par la suite Les Triplettes de Belleville, qui remportera un César et 2 nominations aux Oscars.
Carrere Group entre en bourse en juin 2001. Grâce à des prises de participation dès 2002, Carrere Group est devenu acteur dans la production de fiction et d'émissions de divertissement. Carrere Group produit des séries telles que Maigret, Commissaire Moulin, Une Famille Formidable, Le Juge est une Femme, Clara Sheller, Section de Recherches, fournit les documentaires pour les émissions telles que Le Droit de savoir, Envoyé Spécial ou Zone interdite ainsi que des magazines tels que C'est pas sorcier, Esprits libres, Arrêt sur images et Ça balance à Paris. Le groupe intègre ensuite les sociétés de production des animateurs Benjamin Castaldi, Flavie Flament et Guillaume Durand.
Le groupe est dirigé depuis février 2010, soit après la mise en redressement judiciaire et à la demande des autorités par Jean-Yves Giraud, président du directoire.
Après plusieurs trimestres de flou, c'est finalement la liquidation qui attend Carrère Group, après un jugement du tribunal de commerce de Bobigny en date du 9 juillet 2010. Selon La Tribune, les juges consulaires ont cependant accordé un délai de 3 mois à la société pour poursuivre son activité, afin que d'éventuels repreneurs se manifestent sur certaines parties de l'entreprise. Le plan de reprise examiné par le tribunal n'a pas été retenu.
Début février 2010, le cabinet de défense des actionnaires Deminor annonce le dépôt d'une plainte pénale le 28 janvier 2010, au nom de 203 actionnaires de la société représentant quelque 12 % du capital. « Cette plainte reproche aux dirigeants de droit et de fait, avant la mise en redressement judiciaire, de Carrère Group de s'être rendus coupables de présentation de comptes inexacts et de diffusion d'informations mensongères. De nombreuses irrégularités sont soulevées à propos des comptes, y compris le mode de comptabilisation des filiales détenues à 51 % ou la surestimation du catalogue de droits audiovisuels commercialisés par la société », explique alors Fabrice Rémon, le représentant de Deminor, qui reproche aussi à la société d'avoir transmis une « information financière mensongère » et « gravement lacunaire », et d'avoir de surcroît occulté « des éléments essentiels à la compréhension de la situation du groupe ».
La commission des sanctions de l'AMF prononce[Quand ?] 2,1 millions d'euros d'amendes à l'encontre des dirigeants de l'époque, de la société et de commissaires aux comptes dans le dossier Carrere Group, dont 1,6 million d'euros envers Claude Carrere.
La presse annoncé par erreur que Carrere Group a été placée en liquidation judiciaire le 9 juillet 2010. En fait, la société a été placée en redressement judiciaire le 13 octobre 2010.
Une enquête avait été ouverte sur l'information financière de la société et sur un manquement d'initié sur la période courant de 2006 jusqu'à la mise en redressement judiciaire de l'entreprise.
Les griefs retenus contre le dirigeant de l'époque et la société portent notamment sur une surévaluation des revenus 2006, sur une information inexacte et trompeuse concernant un catalogue de droits et sur un délit d'initié. Les commissaires aux comptes ont été sanctionnés pour n'avoir pas agi avec toute la diligence requise pour vérifier que l'émetteur avait rempli certaines de ses obligations, ce qui est constitutif d'un manquement à la bonne information du public.

### Siège
Le siège original de Carrere Group D.A. était situé au 45 avenue Victor Hugo à Aubervilliers de 1995 à 2013. Durant l'été 2013, le siège quitte les studios de la Plaine Saint-Denis (Aubervilliers) pour le 25 rue Saint-Didier dans le 16ème arrondissement de Paris.

### Identité visuelle (logo)

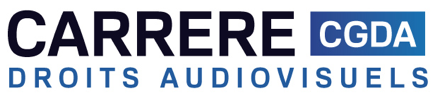
Logo Carrere

## Activités

### Télévision
La société CARRERE produit et distribue des contenus audiovisuels aux plus grandes chaînes de télévisions françaises telles que TF1, France 2, France 3, France 4, France 5, France Ô, M6, W9, NT1, D8, BFM TV, I Télé, NRJ 12, TMC, D17, Gulli, HD1, L’Équipe 21, Numéro 23, RMC Découverte et Chérie 25.

## Animation
- Les Trois Rois Mages
- Quat' Zieux
- Alien Zoo
- Alix
- Argaï, la prophétie
- Arzak Rhapsody
- BoBoïBoy
- Cajou
- Cotoons
- La Cuisine de la mort qui tue
- Dad’x
- Les Dieux de l’Olympe
- Les Durs du mur
- Elias
- Esprit fantômes
- Flash Gordon
- Geronimo Stilton
- Hello Kitty & ses amis
- Hoze Houndz
- Les Jules, chienne de vie...
- Jungle Show
- Kartapus
- Katie et Orbie
- La Légende de Parva
- Malo Korrigan
- Milo
- Moby Dick et le Secret de Mu
- Mon père dort au grenier
- Moi Willy, fils de rock star
- Si Noël m’était conté
- Panshel
- Poil de Carotte
- Princesse Shéhérazade
- Prudence Petitpas
- Les Renés
- Rollbots
- Shtoing Circus
- Sam Spoiler
- Titeuf
- Tobernoc
- La Vache, le Chat et l'Océan
- Wombat City
- Yona Yona le Pingouin

## Téléfilms
- 93, rue Lauriston
- Un admirateur secret collection Patricia MacDonald
- La Belle vie
- Braquage en famille
- C’est arrivé dans l’escalier
- C’est mieux la vie quand on est grand
- Chacun chez soi
- L'Étrangère collection Patricia MacDonald
- Les Faux-monnayeurs
- La Femme tranquille
- Le Groom
- La Guerre de l’Eau
- Henry Dunant, du rouge sur la croix
- Hold-Up en l’air
- L’île aux Mômes
- L'Irlandaise
- Jésus
- La Journée de la jupe
- Lila Claudel
- M. Joseph
- Mon amour de fantôme
- Le monde est petit
- La mort n'oublie personne
- Mort prématurée collection Patricia MacDonald
- Opération Turquoise
- René Bousquet ou le Grand Arrangement
- Un souvenir
- Le Troisième Jour
- Le voyage de la veuve
- Le Vrai Coupable collection Patricia Mac Donald

### Télévision
- Action Directe
- L'Affaire Ben Barka
- Barrage sur l’Orénoque
- Belle Grand Mère 1 & 2
- Le Canapé rouge
- Dalida
- De Sang et D’encre
- Elles et moi
- L'Empire du Tigre
- Les Filles de la place d’Espagne
- Je serai toujours près de toi
- Je t'aime à te tuer
- Les Prédateurs
- La Promeneuse d'oiseaux
- Rencontre avec un tueur
- Vérités assassines
- Le juge est une femme
- Nos enfants chéris
- L'Été rouge
- Une famille formidable
- Fête de famille
- Greco
- Groupe flag
- Les Invincibles
- Mon père dort au grenier
- Préjudices
- Revivre
- Rose et Val
- Le sanglot des anges
- Terre de lumière
- Les Vivants et les Morts
- Ma voyante préférée
- Quatre pour un loyer

## Documentaires
- À la poursuite des pierres précieuses
- Beatles Story
- Cuisine et Fusion
- Dans le sillage des grands navigateurs
- Einsatzgruppen, les commandos de la mort
- Human Bomb
- Julie autour du monde
- Lost Over France
- Les Montagnes Sacrées
- Mireille Mathieu : Concert
- Paris Passion
- Rock and the City
- Vole – Hommage à Michael Jackson
- Voyage au bout de la rue

## Cinéma
- 1986 : Le Lieu du crime
- 1998 : Comme un poisson hors de l'eau
- 1998 : Matrimoni
- 1999 : Prison à domicile
- 2000 : En face
- 2000 : Y a-t-il un flic pour sauver l'humanité ?
- 2002 : Nid de guêpes
- 2003 : Les Trois Rois Mages
- 2003 : Corps à corps
- 2004 : Les Gaous
- 2005 : Le Dernier signe
- 2005 : Donjons et Dragons : La Puissance suprême
- 2005 : Les gens honnêtes vivent en France
- 2005 : La Nonne
- 2007 : Comme ton père
- 2007 : Jean de La Fontaine, le défi
- 2009 : Yona, la légende de l'oiseau-sans-aile